# باشگاه ورزشی اربیل
باشگاه ورزشی اربیل (به کردی: یانهٔ وه‌رزشی هه‌ولێر) یک باشگاه فوتبال در شهر اربیل و در کشور عراق می‌باشد که در لیگ برتر فوتبال عراق بازی می‌کند.
این باشگاه در سال ۱۹۶۸ میلادی تأسیس شده است.
این تیم سه قهرمانی، یک نایب قهرمانی و یک مقام سومی در لیگ برتر عراق را در کارنامه خود دارد.
اربیل سابقهٔ حضور در مسابقات لیگ قهرمانان آسیا و ای‌اف‌سی کاپ را دارد. باشگاه اربیل در ای‌اف‌سی کاپ ۲۰۱۲ و ای‌اف‌سی کاپ ۲۰۱۴ به مقام نایب قهرمانی دست یافت.

## عملکرد در مسابقات AFC
- لیگ قهرمانان آسیا ۲

۲۰۱۲: نایب قهرمان
۲۰۱۴: نایب قهرمان

## بازیکنان برجسته
- هیثم کاظم
- سامال سعید
- هاوار ملا محمد
- خلدون ابراهیم
- میلاد زنیدپور
- نوید خوش هوا
- امجد رازی
- سروش سعیدی
- ابولفضل پورشیخ